# تام بامگارت

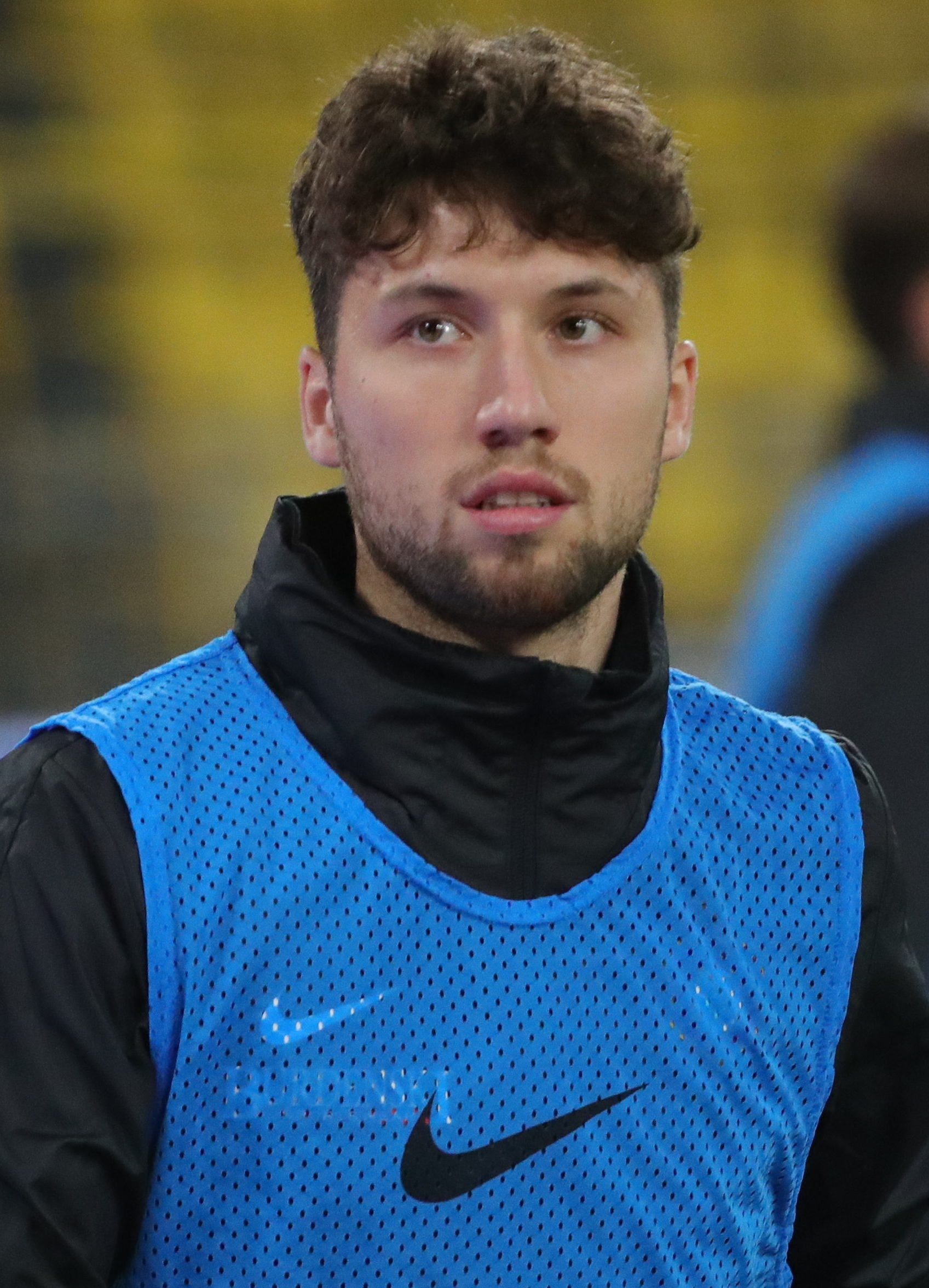
تام بامگارت در سال ۲۰۲۲

تام بامگارت (انگلیسی: Tom Baumgart؛ زادهٔ ۱۲ نوامبر ۱۹۹۷) بازیکن فوتبال اهل آلمان است.
از باشگاه‌هایی که در آن بازی کرده‌است می‌توان به باشگاه فوتبال ارتسگبیرگ آئو و باشگاه فوتبال کمنیتس اشاره کرد.